# 개화초등학교 (충남)
개화초등학교는 대한민국 충청남도 보령시에 있는 공립 초등학교이다.

## 학교 연혁
- 1946년 9월 24일: 미산국민학교 개화분교장 설치
- 1949년 9월 30일: 도화담국민학교 개화분교장으로 개칭
- 1956년 7월 5일: 개화국민학교 승격 개교

## 참고 자료
- 개화초등학교 - 한국교육학술정보원 학교알리미